# Dracula (téléfilm, 2006)
Pour les articles homonymes, voir Dracula (homonymie).
Pour plus de détails, voir Fiche technique et Distribution.
Dracula est un téléfilm britannique réalisé par Bill Eagles, diffusé en 2006.

## Synopsis
Arthur Holmwood s'apprête à épouser la belle Lucy Westenra lorsqu'il se découvre atteint de la syphilis. Despéréré d'échapper à la mort et ne souhaitant pas condamner sa future épouse à une telle agonie, il est approché par Mr Singleton, qui lui fait miroiter un marché alléchant: s'il fait venir de Transylvanie le maître de sa confrérie, le comte Dracula, ce dernier sera en mesure de le sauver de sa maladie. Il charge donc Jonathan Harker, jeune clerc de notaire, de se rendre sur place afin de régler tous les papiers nécessaires pour faire venir le comte. Très vite, le cauchemar commence...

## Fiche technique
Sauf indication contraire, les informations mentionnées dans cette section peuvent être confirmées par la base de données cinématographiques IMDb,  présente dans la section « Liens externes ».
- Titre : Dracula
- Titre original complet : Bram Stoker's Dracula
- Réalisation : Bill Eagles
- Scénario : Stewart Harcourt, d'après le roman Dracula, de Bram Stoker
- Musique : Dominik Scherrer
- Direction artistique : Paul Ghirardani
- Décors : James Merifield
- Costumes : Amy Roberts
- Photographie : Cinders Forshaw
- Son : Billy Quinn, Jim Hok, Richard Jay
- Montage : Adam Recht
- Production : Trevor Hopkins

Production exécutive : Robbie Sandison
Production déléguée : Julie Gardner, Michele Buck, Rebecca Eaton et Damien Timmer
Post-production : Ian Luxford
- Sociétés de production[1] : Granada Television, BBC, en association avec WGBH
- Sociétés de distribution[1] : BBC, Granada Television
- Budget : n/a
- Pays d'origine :  Royaume-Uni
- Langue originale : anglais, quelques dialogues en allemand
- Format[2] : couleur - 1,33:1 (Format 4/3) - son Stéréo
- Genre : épouvante-horreur, drame
- Durée : 90 minutes / 84 minutes (au Canada)
- Date de diffusion[3] :
  - Royaume-Uni : 28 décembre 2006
  - France : mai 2008
- Classification[4] :
  -  Royaume-Uni : Interdit aux moins de 15 ans (15 - Suitable only for 15 years and over).
  -  France : Interdit aux moins de 12 ans[5].

## Distribution
- David Suchet : Abraham Van Helsing
- Marc Warren : le Comte Dracula
- Dan Stevens : Lord Holmwood
- Sophia Myles : Lucy Westenra
- Benedick Blythe : Lord Godalming
- James Greene : le docteur Blore
- Tom Burke : le docteur John Seward
- Donald Sumpter : Alfred Singleton
- Stephanie Leonidas : Mina Murray
- Rafe Spall : Jonathan Harker
- Ian Redford : Hawkins
- Tanveer Ghani : Cotford
- Rupert Holliday-Evans : DI Burton
- David Glover : Stephens
- Ian Gain : le sergent Kirk
- Richard Syms : le prêtre

## Autour du film
- Le tournage s'est déroulé du 7 août au 3 septembre 2006 à Burnham-on-Sea, Eastnor, Tetbury, Weston-super-Mare et Wraxall.
- Plus que l'adaptation du célèbre roman de Bram Stoker, il s'agit là de l'adaptation filmée de la pièce de théâtre rédigée par le même auteur.

## Editions en vidéo
- Dracula (2006) est sorti en DVD le 8 janvier 2007 et ressorti en DVD le 21 mai 2008[5].